# يوهان فريدريك بيتر
يوهان فريدريك بيتر (بالإنجليزية: Johann Friedrich Peter)‏ هو ملحن أمريكي، ولد في 19 مايو 1746 في آيسلستاين في هولندا، وتوفي في 13 يوليو 1813 في بيت لحم في الولايات المتحدة.

## وصلات خارجية
- يوهان فريدريك بيتر على موقع ميوزك برينز (الإنجليزية)
- يوهان فريدريك بيتر على موقع ديسكوغز (الإنجليزية)